# Fussball Club Südtirol 2021-2022
Questa voce raccoglie le informazioni riguardanti il Fussball Club Südtirol nelle competizioni ufficiali della stagione 2021-2022.

## Stagione
Per la stagione 2021-2022, la dodicesima in terza serie (e dopo aver mancato, per il quarto anno consecutivo, la promozione in Serie B ai playoff) il Südtirol rinnova diverse cariche del proprio organigramma.
Sul versante societario, a metà ottobre 2021 Walter Baumgartner non si ripresenta per la carica di presidente ed esce dall'organigramma dopo circa un decennio; l'assemblea dei soci FCS del 28 ottobre elegge al suo posto Gerhard Comper, già membro del CDA e direttore amministrativo del gruppo Forst; nella circostanza varie cariche direttive vengono altresì riassegnate. Contestualmente il CDA approva un aumento di capitale, a seguito del quale la stessa Forst aumenta la partecipazione azionaria fino al 30%, diventando il secondo investitore per consistenza alle spalle del 36% di Hans Krapf, socio fondatore del club e main sponsor attraverso il marchio Duka.
In panchina, terminato il rapporto con Stefano Vecchi, che passa alla Feralpisalò, arriva il tecnico croato Ivan Javorčić, reduce da un'esperienza pluriennale alla Pro Patria, che diviene così il primo allenatore non italiano nella storia del club. A coadiuvarlo come vice viene designato Leandro Greco, che lascia il calcio giocato dopo aver disputato in biancorosso la sua ultima stagione agonistica.
Nel calciomercato, diretto dal DS Paolo Bravo, si registrano le partenze di alcuni elementi di spicco delle annate precedenti, quali Hamza El Kaouakibi, Jan Polak, Nermin Karić, Simone Mazzocchi e Gianluca Turchetta; fanno loro riscontro il riscatto di Davide Voltan e gli innesti di Filippo De Col, Giovanni Zaro, Jérémie Broh e Marco Moscati. Nel complesso l'ossatura della squadra viene riconfermata.
Dopo cinque stagioni trascorse nel girone B, il Südtirol viene assegnato al girone A, composto da sole squadre del Nord Italia. Fin da subito la squadra si situa ai vertici della classifica e all'11ª giornata diventa capolista; il 12 dicembre, grazie al pareggio esterno per 0-0 con il Padova, i biancorossi conseguono il "titolo" di campioni d'inverno. Tratto di forza particolare è la solidità difensiva: tra il 4 settembre (2ª giornata di campionato, pareggio 1-1 contro l'AlbinoLeffe) e il 10 novembre 2021 (recupero della 5ª giornata, vittoria 1-2 contro il Legnago) la porta difesa da Giacomo Poluzzi accumula 1019 minuti di inviolabilità e il girone d'andata viene concluso con sole 5 reti al passivo.
A metà dicembre l'organico è interessato da un focolaio di COVID-19; tutti i casi riscontrati (una decina tra giocatori e staff) hanno decorso benigno, ma ciò comporta l'irrogazione di una settimana di isolamento domiciliare per tutti i tesserati, con susseguente rinvio di tre partite tra campionato e Coppa Italia Serie C. Due settimane dopo, il 29 dicembre, tutto il gruppo squadra viene testato negativo e riprende pertanto la preparazione, ma contestualmente l'intero campionato di Serie C viene sospeso a causa della situazione pandemica complessiva in Italia, col calendario che viene pertanto più volte ridisegnato.
Alla ripresa del 2022 la squadra (rinforzata con diverse acquisizioni, tra cui il capocannoniere del girone Francesco Galuppini, prelevato dal Renate, che però con la nuova maglia non riesce a incidere) mostra di mantenere il rendimento dell'andata e consolida il primato in classifica, che si allarga fino a 10 punti sulla seconda classificata; al contempo il Südtirol consegue la più lunga striscia d'imbattibilità del campionato (interrottasi alla 29ª giornata nella trasferta di Piacenza) e compie un fruttuoso percorso anche in Coppa Italia Serie C, di cui raggiunge per la prima volta nella sua storia la finale, poi persa di misura contro il Padova.
Alla sconfitta di Piacenza si aggiunge però un ulteriore rovescio alla quintultima di campionato contro la Feralpisalò e quindi un pareggio contro il Lecco, risultati che causano l'erosione di tanta parte del vantaggio accumulato, complice la contestuale ripresa del Padova (unica squadra capace di restare in scia agli altoatesini) a seguito del cambio di allenatore; il divario tra le due squadre, che era arrivato fino a 10 punti, si riduce così a sole 2 lunghezze. Lo scontro diretto del penultimo turno si risolve sullo 0-0, medesimo risultato dell'andata, confermando il risicato vantaggio degli altoatesini sui veneti; il campionato viene quindi deciso all'ultima giornata. Nell'occasione, mentre il Padova viene sconfitto dalla Virtus Verona, gli altoatesini vincono in trasferta per 0-2 contro la Triestina, garantendosi quindi la vittoria nel girone A e la prima promozione in Serie B nella storia del club.
Nell'occasione, il club diventa la prima squadra del Trentino-Alto Adige ad accedere a un campionato cadetto a girone unico (l'unica altra squadra altoatesina a esserci riuscita, il Bolzano nel 1947, aveva infatti disputato un torneo a tre gironi) ed eguaglia anche il record, stabilito dalla Reggiana nella stagione 1970-1971, del minor numero di reti subite in campionato, avendone concesse appena 9.

## Divise e sponsor
Il fornitore di materiale tecnico per la stagione 2021-2022 è Mizuno, che propone due divise da gara:
- una maglia casalinga bianca, solcata sul torso da una serie di larghe V grigie e con due inserti rossi sulla parte medio alta dei fianchi, estesi fino alle ascelle; scollo e bordimanica sono rossi, bianchi con finiture grigie sono i pantaloncini, mentre i calzettoni sono neri con risvolto rosso[15].
- un completo esterno verde molto scuro con effetto "marmorizzato", con profili e risvolti di tonalità più brillante; le personalizzazioni, gli sponsor e lo stemma sono in monocromia bianca[16].

Gli sponsor principali di maglia sono Duka e Alperia, i cui marchi appaiono al centro delle divise; sponsor complementari sono IDM Alto Adige (società controllata della provincia autonoma di Bolzano, tramite il marchio ombrello di promozione territoriale Südtirol), sulla manica sinistra, e TopHaus, nel basso dorso. Dalla 29ª giornata di campionato sui calzoncini compare il marchio Ci Gusta, mentre alla 33ª si aggiunge un terzo sponsor ventrale, Arpinge.
 
| Casa | Trasferta |

## Organigramma societario
Area amministrativa
- Gerhard Comper - Presidente[18]
- Walter Pardatscher - Vicepresidente
- Carlo Costa - Vicepresidente[19]
- Hans Krapf - Consigliere[20]
- Federico Merola - Consigliere[19]
- Werner Gamper - Consigliere
- Dietmar Pfeifer - Amministratore delegato
- Reinhold Eisenstecken - Consigliere e presidente FCD Alto Adige
- Markus Kuntner - Presidente del collegio sindacale
- Stefano Parolin - Sindaco[19]
- Hannes Pircher - Sindaco
- Rudolf Stocker - Sindaco supplente[19]
- Georg Prast - Sindaco supplente[19]
- Giovanni Polonioli - Commissario alla vigilanza
- Paolo Bravo - Direttore sportivo
- Hannes Fischnaller - Direttore operativo
- Gianluca Leonardi - Responsabile amministrativo
- Emiliano Bertoluzza - Team manager
- Verena Pattis - Segreteria organizzativa
- Manuel Insam - Delegato marketing e social media
- Daniele Magagnin - Responsabile comunicazione
- Lorenzo Buzzi - Delegato alla sicurezza, stadio e biglietteria
- Emilio Bordoni - Responsabile eventi e service liaison officer
- Alessandro Damo - Responsabile scouting
- Marco Insam - Responsabile settore femminile

Area tecnica
- Ivan Javorčić - Allenatore
- Leandro Greco - Allenatore in seconda
- Alberto Berselli - Preparatore atletico
- Massimo Marini - Preparatore dei portieri
- Emiliano Bertoluzza - Team manager
- Marco Sabato - Osservatore

Area sanitaria
- Paolo Cadamuro - Responsabile sanitario
- Mario Endrizzi - Medico sociale
- Luca Franzoi - Recupero infortuni
- Gabriele Vanzetta - Fisioterapista

Altri
- Norberto Bizzo - Magazziniere
- Luca Palmino - Magazziniere
- Gabriella Paiatto - Magazziniere

## Rosa
In corsivo i calciatori ceduti a stagione in corso. Aggiornata al 31 gennaio 2022.
| N. |                    | Ruolo | Calciatore             |
| -- | ------------------ | ----- | ---------------------- |
| 1  | Italia (bandiera)  | P     | Giacomo Poluzzi        |
| 2  | Italia (bandiera)  | D     | Luca Germoni           |
| 3  | Italia (bandiera)  | D     | Alessandro Fabbri      |
| 4  | Italia (bandiera)  | D     | Marco Curto            |
| 5  | Francia (bandiera) | D     | Kévin Vinetot          |
| 6  | Italia (bandiera)  | D     | Alessandro Malomo      |
| 7  | Italia (bandiera)  | A     | Davide Voltan          |
| 8  | Italia (bandiera)  | C     | Emanuele Gatto         |
| 9  | Italia (bandiera)  | A     | Raphael Odogwu         |
| 10 | Italia (bandiera)  | C     | Hannes Fink (capitano) |
| 11 | Italia (bandiera)  | A     | Manuel Fischnaller     |
| 12 | Italia (bandiera)  | P     | Daniel Theiner         |
| 14 | Svezia (bandiera)  | C     | Nermin Karic           |
| 14 | Italia (bandiera)  | A     | Francesco Galuppini    |
| 15 | Italia (bandiera)  | C     | Jérémie Broh           |
| 16 | Italia (bandiera)  | D     | Fabian Zandonatti      |
| 17 | Italia (bandiera)  | C     | Daniele Casiraghi      |

| N. |                    | Ruolo | Calciatore          |
| -- | ------------------ | ----- | ------------------- |
| 18 | Italia (bandiera)  | A     | Matteo Rover        |
| 19 | Italia (bandiera)  | D     | Giovanni Zaro       |
| 20 | Ghana (bandiera)   | C     | Shaka Mawuli        |
| 21 | Italia (bandiera)  | C     | Fabian Tait         |
| 22 | Italia (bandiera)  | P     | Gabriel Meli        |
| 23 | Italia (bandiera)  | C     | Marco Moscati       |
| 24 | Italia (bandiera)  | D     | Simone Davi         |
| 25 | Italia (bandiera)  | D     | Jonas Heinz         |
| 26 | Italia (bandiera)  | D     | Filippo De Col      |
| 27 | Italia (bandiera)  | A     | Leonardo Candellone |
| 28 | Marocco (bandiera) | C     | Ismail H'Maidat     |
| 29 | Italia (bandiera)  | P     | Michele Marano      |
| 29 | Italia (bandiera)  | P     | Jacopo Passarella   |
| 30 | Italia (bandiera)  | C     | Marco Beccaro       |
| 31 | Italia (bandiera)  | C     | Noah Mayr           |
| 37 | Italia (bandiera)  | A     | Michael De Marchi   |

## Calciomercato

### Sessione estiva (dal 01/09 al 05/10)
| Acquisti | Acquisti            | Acquisti       | Acquisti      |
| R.       | Nome                | da             | Modalità      |
| -------- | ------------------- | -------------- | ------------- |
| P        | Gabriel Meli        | Empoli         | prestito      |
| P        | Simone Tononi       | Genoa          | fine prestito |
| D        | Filippo De Col      | Virtus Entella | svincolato    |
| D        | Niccolò Gabrieli    | Fiorentina     | fine prestito |
| D        | Giovanni Zaro       | Modena         | svincolato    |
| C        | Jérémie Broh        | Palermo        | prestito      |
| C        | Marco Moscati       | Perugia        | svincolato    |
| C        | Davide Voltan       | Reggiana       | definitivo    |
| C        | Simone Zanon        | Seregno        | fine prestito |
| A        | Leonardo Candellone | Napoli         | prestito      |
| A        | Simone Mazzocchi    | Reggiana       | fine prestito |
| A        | Gianluca Turchetta  | Casertana      | fine prestito |

| Cessioni | Cessioni           | Cessioni         | Cessioni      |
| R.       | Nome               | a                | Modalità      |
| -------- | ------------------ | ---------------- | ------------- |
| P        | Marco Meneghetti   | SPAL             | fine prestito |
| P        | Julian Pircher     | Virtus Bolzano   | svincolato    |
| D        | Hamza El Kaouakibi | Bologna          | fine prestito |
| D        | Niccolò Gabrieli   | Cavese           | svincolato    |
| D        | Gabriele Morelli   | Livorno          | fine prestito |
| D        | Jan Polák          |                  | svincolato    |
| C        | Simone Zanon       | Sangiuliano City | definitivo    |
| C        | Leandro Greco      |                  | fine carriera |
| C        | Nermin Karić       | Virtus Entella   | svincolato    |
| A        | Simone Magnaghi    | Pordenone        | fine prestito |
| A        | Mattia Marchi      | Reggiana         | fine prestito |
| A        | Simone Mazzocchi   | Atalanta         | definitivo    |
| A        | Gianluca Turchetta | Imolese          | svincolato    |

### Operazioni fra le due sessioni
| Acquisti | Acquisti     | Acquisti | Acquisti   |
| R.       | Nome         | da       | Modalità   |
| -------- | ------------ | -------- | ---------- |
| D        | Luca Germoni |          | svincolato |

| Cessioni | Cessioni     | Cessioni | Cessioni                |
| R.       | Nome         | a        | Modalità                |
| -------- | ------------ | -------- | ----------------------- |
| D        | Luca Germoni |          | risoluzione consensuale |

### Sessione invernale (dal 04/01 al 01/02)
| Acquisti | Acquisti            | Acquisti | Acquisti   |
| R.       | Nome                | da       | Modalità   |
| -------- | ------------------- | -------- | ---------- |
| C        | Ismail H'Maidat     | Como     | prestito   |
| C        | Shaka Mawuli        | Lucchese | definitivo |
| A        | Michael De Marchi   | Pescara  | prestito   |
| A        | Francesco Galuppini | Renate   | definitivo |

| Cessioni | Cessioni            | Cessioni | Cessioni      |
| R.       | Nome                | a        | Modalità      |
| -------- | ------------------- | -------- | ------------- |
| A        | Leonardo Candellone | Napoli   | fine prestito |

## Risultati

### Serie C

#### Girone di andata
| Arbitro: | Grasso (Ariano Irpino) |

|               |           |  |
| Casiraghi 22’ | Marcatori |  |

| Arbitro: | Ancora (Roma) |

|             |           |               |
| Manconi 21’ | Marcatori | 51’ Casiraghi |

| Arbitro: | Gualtieri (Asti) |

|                                 |           |  |
| Casiraghi 53’ (rig.) Voltan 88’ | Marcatori |  |

| Arbitro: | Sfira (Pordenone) |

|             |           |  |
| Beccaro 82’ | Marcatori |  |

| Arbitro: | Gauzolino (Torino) |

|              |           |                      |
| J. Gómez 50’ | Marcatori | 5’ Odogwu 59’ Malomo |

| Arbitro: | Andreano (Prato) |

|               |           |  |
| Broh 25’, 49’ | Marcatori |  |

| Arbitro: | Bonacina (Bergamo) |

|  |           |                            |
|  | Marcatori | 43’ Malomo 83’ Fischnaller |

| Bolzano 10 ottobre 2021, ore 14:30 CEST 8ª giornata | Südtirol       | 0 – 0 referto | Giana Erminio | Stadio Druso (800 spett.)\| Arbitro: \| Vergaro (Bari) \| |
| Arbitro:                                            | Vergaro (Bari) |               |               |                                                           |

| Busto Arsizio 17 ottobre 2021, ore 14:30 CEST 9ª giornata | Pro Patria        | 0 – 0 referto | Südtirol | Stadio Carlo Speroni (470 spett.)\| Arbitro: \| Madonia (Palermo) \| |
| Arbitro:                                                  | Madonia (Palermo) |               |          |                                                                      |

| Arbitro: | Acanfora (Castellammare di Stabia) |

|                   |           |  |
| Rover 7’ Broh 49’ | Marcatori |  |

| Arbitro: | Cavaliere (Paola) |

|  |           |            |
|  | Marcatori | 90’ Odogwu |

| Arbitro: | Cascone (Nocera Inferiore) |

|                                |           |  |
| Casiraghi 20’ (rig.) Rover 41’ | Marcatori |  |

| Arbitro: | Gualtieri (Asti) |

|  |           |                      |
|  | Marcatori | 11’ (rig.) Casiraghi |

| Arbitro: | Carrione (Castellammare di Stabia) |

|                  |           |                      |
| Galeotafiore 35’ | Marcatori | 27’ Rover 72’ Odogwu |

| Arbitro: | Rutella (Enna) |

|          |           |                |
| Broh 14’ | Marcatori | 86’ Balestrero |

| Arbitro: | Giordano (Novara) |

|  |           |            |
|  | Marcatori | 14’ Odogwu |

| Arbitro: | Bordin (Bassano del Grappa) |

|                                                      |           |                     |
| Odogwu 17’ Davi 22’ Voltan 35’ F. Olivera 48’ (aut.) | Marcatori | 70’ (rig.) Palmieri |

| Padova 12 dicembre 2021, ore 14:30 CET 18ª giornata | Padova             | 0 – 0 referto | Südtirol | Stadio Euganeo (3 042 spett.)\| Arbitro: \| Feliciani (Teramo) \| |
| Arbitro:                                            | Feliciani (Teramo) |               |          |                                                                   |

| Arbitro: | Ricci (Firenze) |

|            |           |  |
| Voltan 14’ | Marcatori |  |

#### Girone di ritorno
| Arbitro: | Di Graci (Como) |

|            |           |           |
| Zigoni 64’ | Marcatori | 7’ Malomo |

| Arbitro: | Luciani (Roma) |

|               |           |  |
| Casiraghi 67’ | Marcatori |  |

| Arbitro: | Monaldi (Macerata) |

|  |           |           |
|  | Marcatori | 56’ Rover |

| Arbitro: | Delrio (Reggio Emilia) |

|  |           |                      |
|  | Marcatori | 56’ De Col 72’ Curto |

| Arbitro: | Scarpa (Collegno) |

|                    |           |  |
| Voltan 2’ Tait 10’ | Marcatori |  |

| Arbitro: | Carella (Bari) |

|  |           |                 |
|  | Marcatori | 90+2’ De Marchi |

| Arbitro: | Arena (Torre del Greco) |

|           |           |  |
| Rover 72’ | Marcatori |  |

| Arbitro: | Di Marco (Ciampino) |

|  |           |                     |
|  | Marcatori | 38’ Tait 74’ De Col |

| Bolzano 20 febbraio 2022, ore 14:30 CET 28ª giornata | Südtirol           | 0 – 0 referto | Pro Patria | Stadio Druso (1 700 spett.)\| Arbitro: \| Petrella (Viterbo) \| |
| Arbitro:                                             | Petrella (Viterbo) |               |            |                                                                 |

| Arbitro: | Di Cairano (Ariano Irpino) |

|           |           |  |
| Rabbi 33’ | Marcatori |  |

| Arbitro: | RutellaRutella (Enna) |

|                      |           |  |
| Casiraghi 41’ (rig.) | Marcatori |  |

| Arbitro: | F. Longo (Paola) |

|  |           |               |
|  | Marcatori | 35’ Casiraghi |

| Arbitro: | Angelucci (Foligno) |

|                     |           |  |
| Rover 7’ Voltan 25’ | Marcatori |  |

| Arbitro: | Calzavara (Varese) |

|               |           |  |
| Casiraghi 47’ | Marcatori |  |

| Arbitro: | Kumara (Verona) |

|                       |           |  |
| Miracoli 90+1’ (rig.) | Marcatori |  |

| Arbitro: | Acanfora (Castellammare di Stabia) |

|               |           |                 |
| De Marchi 87’ | Marcatori | 41’ (aut.) Zaro |

| Arbitro: | Bitonti (Bologna) |

|  |           |                                                      |
|  | Marcatori | 6’ De Marchi 42’ (rig.) Voltan 72’ Rover 85’ Beccaro |

| Bolzano 16 aprile 2022, ore 14:30 CEST 37ª giornata | Südtirol       | 0 – 0 referto | Padova | Stadio Druso (5 500 spett.)\| Arbitro: \| Rutella (Enna) \| |
| Arbitro:                                            | Rutella (Enna) |               |        |                                                             |

| Arbitro: | F. Longo (Paola) |

|  |           |                    |
|  | Marcatori | 41’, 64’ Casiraghi |

### Coppa Italia
| Arbitro: | Miele (Nola) |

|              |           |  |
| Carretta 47’ | Marcatori |  |

### Coppa Italia Serie C
| Arbitro: | Emmanuele (Pisa) |

|                                         |           |               |
| Candellone 12’, 87’ Odogwu 59’ Tait 67’ | Marcatori | 33’ D'Ausilio |

| Arbitro: | CostanzaCostanza (Agrigento) |

|                           |           |                        |
| Odogwu 33’ Candellone 39’ | Marcatori | 62’ Nicolussi Caviglia |

| Arbitro: | Scarpa (Collegno) |

|  |           |                                 |
|  | Marcatori | 7’ Voltan 42’ Vinetot 71’ Rover |

| Arbitro: | Fiero (Pistoia) |

|  |           |                                                              |
|  | Marcatori | 13’ (rig.) Casiraghi 36’ Odogwu 70’ Fink 76’ (aut.) Nunzella |

| Arbitro: | Pascarella (Nocera Inferiore) |

|                                 |           |            |
| Fischnaller 39’, 57’ Mawuli 42’ | Marcatori | 33’ Ortisi |

| Padova 9 marzo 2022, ore 18:50 CET Finale - Andata | Padova               | 0 – 0 referto | Südtirol | Stadio Euganeo\| Arbitro: \| Perenzoni (Rovereto) \| |
| Arbitro:                                           | Perenzoni (Rovereto) |               |          |                                                      |

| Arbitro: | Feliciani (Teramo) |

|  |           |             |
|  | Marcatori | 64’ Jelenič |

### Supercoppa Serie C
| Arbitro: | Scarpa (Collegno) |

|              |           |                          |
| D'Errico 33’ | Marcatori | 50’ De Col 72’ Casiraghi |

| Arbitro: | Marotta (Sapri) |

|  |           |                            |
|  | Marcatori | 50’ Bonfanti 55’ Scarsella |

## Statistiche

### Statistiche di squadra
| Competizione         | Punti | In casa | In casa | In casa | In casa | In casa | In casa | In trasferta | In trasferta | In trasferta | In trasferta | In trasferta | In trasferta | Totale | Totale | Totale | Totale | Totale | Totale | DR  |
| Competizione         | Punti | G       | V       | N       | P       | Gf      | Gs      | G            | V            | N            | P            | Gf           | Gs           | G      | V      | N      | P      | Gf     | Gs     | DR  |
| -------------------- | ----- | ------- | ------- | ------- | ------- | ------- | ------- | ------------ | ------------ | ------------ | ------------ | ------------ | ------------ | ------ | ------ | ------ | ------ | ------ | ------ | --- |
| Serie C              | 90    | 19      | 14      | 5       | 0       | 25      | 3       | 19           | 13           | 4            | 2            | 24           | 6            | 38     | 27     | 9      | 2      | 49     | 9      | +40 |
| Coppa Italia         | -     | 0       | 0       | 0       | 0       | 0       | 0       | 1            | 0            | 0            | 1            | 0            | 1            | 1      | 0      | 0      | 1      | 0      | 1      | -1  |
| Coppa Italia Serie C | -     | 4       | 3       | 0       | 1       | 9       | 4       | 3            | 2            | 1            | 0            | 7            | 0            | 7      | 5      | 1      | 1      | 16     | 4      | +12 |
| Supercoppa Serie C   | -     | 1       | 0       | 0       | 1       | 0       | 2       | 1            | 1            | 0            | 0            | 2            | 1            | 2      | 1      | 0      | 1      | 2      | 3      | -1  |
| Totale               | -     | 24      | 17      | 5       | 2       | 34      | 9       | 24           | 16           | 5            | 3            | 33           | 8            | 48     | 33     | 10     | 5      | 67     | 17     | +50 |

### Andamento in campionato
| Giornata  | 1 | 2 | 3 | 4 | 5 | 6 | 7 | 8 | 9 | 10 | 11 | 12 | 13 | 14 | 15 | 16 | 17 | 18 | 19 | 20 | 21 | 22 | 23 | 24 | 25 | 26 | 27 | 28 | 29 | 30 | 31 | 32 | 33 | 34 | 35 | 36 | 37 | 38 |
| --------- | - | - | - | - | - | - | - | - | - | -- | -- | -- | -- | -- | -- | -- | -- | -- | -- | -- | -- | -- | -- | -- | -- | -- | -- | -- | -- | -- | -- | -- | -- | -- | -- | -- | -- | -- |
| Luogo     | C | T | C | C | T | C | T | C | T | C  | T  | C  | T  | T  | C  | T  | C  | T  | C  | T  | C  | T  | T  | C  | T  | C  | T  | C  | T  | C  | T  | C  | C  | T  | C  | T  | C  | T  |
| Risultato | V | N | V | V | V | V | V | N | N | V  | V  | V  | V  | V  | N  | V  | V  | N  | V  | N  | V  | V  | V  | V  | V  | V  | V  | N  | P  | V  | V  | V  | V  | P  | N  | V  | N  | V  |
| Posizione | 7 | 7 | 4 | 4 | 1 | 3 | 2 | 2 | 2 | 2  | 1  | 1  | 1  | 1  | 1  | 1  | 1  | 1  | 1  | 1  | 1  | 1  | 1  | 1  | 1  | 1  | 1  | 1  | 1  | 1  | 1  | 1  | 1  | 1  | 1  | 1  | 1  | 1  |

Legenda:

Luogo: C = Casa; T = Trasferta. Risultato: V = Vittoria; N = Pareggio; P = Sconfitta.

### Statistiche dei giocatori
In corsivo i giocatori che hanno lasciato la squadra a stagione in corso.
| Giocatore      | Serie C  | Serie C | Serie C     | Serie C    | Coppa Italia | Coppa Italia | Coppa Italia | Coppa Italia | Coppa Italia Serie C | Coppa Italia Serie C | Coppa Italia Serie C | Coppa Italia Serie C | Supercoppa Serie C | Supercoppa Serie C | Supercoppa Serie C | Supercoppa Serie C | Totale   | Totale | Totale      | Totale     |
| Giocatore      | Presenze | Reti    | Ammonizioni | Espulsioni | Presenze     | Reti         | Ammonizioni  | Espulsioni   | Presenze             | Reti                 | Ammonizioni          | Espulsioni           | Presenze           | Reti               | Ammonizioni        | Espulsioni         | Presenze | Reti   | Ammonizioni | Espulsioni |
| -------------- | -------- | ------- | ----------- | ---------- | ------------ | ------------ | ------------ | ------------ | -------------------- | -------------------- | -------------------- | -------------------- | ------------------ | ------------------ | ------------------ | ------------------ | -------- | ------ | ----------- | ---------- |
| M. Beccaro     | 15       | 2       | 1           | 0          | 1            | 0            | 0            | 0            | 1                    | 0                    | 0                    | 0                    | 1                  | 0                  | 0                  | 0                  | 18       | 2      | 1           | 0          |
| J. Broh        | 36       | 4       | 1           | 0          | 0            | 0            | 0            | 0            | 6                    | 0                    | 0                    | 0                    | 1                  | 0                  | 0                  | 0                  | 43       | 4      | 1           | 0          |
| L. Candellone  | 14       | 0       | 4           | 0          | 1            | 0            | 0            | 0            | 4                    | 3                    | 0                    | 0                    | 0                  | 0                  | 0                  | 0                  | 19       | 3      | 4           | 0          |
| D. Casiraghi   | 35       | 11      | 6           | 0          | 1            | 0            | 0            | 0            | 3                    | 1                    | 0                    | 0                    | 2                  | 1                  | 0                  | 0                  | 41       | 13     | 6           | 0          |
| M. Curto       | 30       | 1       | 7           | 0          | 1            | 0            | 0            | 0            | 6                    | 0                    | 1                    | 0                    | 1                  | 0                  | 1                  | 0                  | 38       | 1      | 9           | 0          |
| S. Davi        | 26       | 1       | 4           | 0          | 0            | 0            | 0            | 0            | 4                    | 0                    | 2                    | 0                    | 1                  | 0                  | 0                  | 0                  | 31       | 1      | 6           | 0          |
| F. De Col      | 28       | 2       | 5           | 0          | 1            | 0            | 0            | 0            | 5                    | 0                    | 2                    | 0                    | 2                  | 1                  | 0                  | 0                  | 36       | 3      | 7           | 0          |
| M. De Marchi   | 16       | 3       | 1           | 0          | 0            | 0            | 0            | 0            | 2                    | 0                    | 0                    | 0                    | 1                  | 0                  | 0                  | 0                  | 19       | 3      | 1           | 0          |
| A. Fabbri      | 28       | 0       | 2           | 0          | 1            | 0            | 0            | 0            | 4                    | 0                    | 0                    | 0                    | 2                  | 0                  | 0                  | 0                  | 35       | 0      | 2           | 0          |
| H. Fink        | 8        | 0       | 1           | 0          | 1            | 0            | 1            | 0            | 5                    | 2                    | 0                    | 0                    | 1                  | 0                  | 0                  | 0                  | 15       | 2      | 2           | 0          |
| M. Fischnaller | 19       | 1       | 2           | 0          | 0            | 0            | 0            | 0            | 5                    | 2                    | 0                    | 0                    | 1                  | 0                  | 0                  | 0                  | 25       | 3      | 2           | 0          |
| F. Galuppini   | 15       | 0       | 1           | 0          | 0            | 0            | 0            | 0            | 3                    | 0                    | 0                    | 0                    | 1                  | 0                  | 0                  | 0                  | 19       | 0      | 1           | 0          |
| E. Gatto       | 31       | 0       | 7           | 1          | 1            | 0            | 0            | 0            | 3                    | 0                    | 1                    | 0                    | 2                  | 0                  | 0                  | 0                  | 37       | 0      | 8           | 1          |
| L. Germoni     | 0        | 0       | 0           | 0          | 0            | 0            | 0            | 0            | 1                    | 0                    | 0                    | 0                    | 0                  | 0                  | 0                  | 0                  | 1        | 0      | 0           | 0          |
| I. H'Maidat    | 6        | 0       | 2           | 0          | 0            | 0            | 0            | 0            | 3                    | 0                    | 0                    | 0                    | 2                  | 0                  | 0                  | 0                  | 11       | 0      | 2           | 0          |
| J. Heinz       | 0        | 0       | 0           | 0          | 0            | 0            | 0            | 0            | 3                    | 0                    | 0                    | 0                    | 0                  | 0                  | 0                  | 0                  | 3        | 0      | 0           | 0          |
| N. Karić       | 1        | 0       | 0           | 0          | 1            | 0            | 0            | 0            | 0                    | 0                    | 0                    | 0                    | 0                  | 0                  | 0                  | 0                  | 2        | 0      | 0           | 0          |
| A. Malomo      | 29       | 3       | 9           | 0          | 1            | 0            | 0            | 0            | 4                    | 0                    | 1                    | 0                    | 2                  | 0                  | 0                  | 0                  | 36       | 3      | 10          | 0          |
| M. Marano      | 0        | 0       | 0           | 0          | 0            | 0            | 0            | 0            | 0                    | 0                    | 0                    | 0                    | 0                  | 0                  | 0                  | 0                  | 0        | 0      | 0           | 0          |
| S. Mawuli      | 7        | 0       | 0           | 0          | 0            | 0            | 0            | 0            | 3                    | 1                    | 0                    | 0                    | 1                  | 0                  | 0                  | 0                  | 11       | 1      | 0           | 0          |
| N. Mayr        | 0        | 0       | 0           | 0          | 0            | 0            | 0            | 0            | 1                    | 0                    | 0                    | 0                    | 0                  | 0                  | 0                  | 0                  | 1        | 0      | 0           | 0          |
| G. Meli        | 0        | 0       | 1           | 0          | 0            | 0            | 0            | 0            | 6                    | -4                   | 0                    | 0                    | 0                  | 0                  | 0                  | 0                  | 6        | -4     | 1           | 0          |
| M. Moscati     | 18       | 0       | 1           | 0          | 1            | 0            | 0            | 0            | 7                    | 0                    | 0                    | 0                    | 2                  | 0                  | 0                  | 0                  | 28       | 0      | 1           | 0          |
| R. Odogwu      | 32       | 5       | 3           | 0          | 1            | 0            | 0            | 0            | 4                    | 3                    | 0                    | 0                    | 2                  | 0                  | 0                  | 0                  | 39       | 8      | 3           | 0          |
| J. Passarella  | 0        | 0       | 0           | 0          | 0            | 0            | 0            | 0            | 0                    | 0                    | 0                    | 0                    | 0                  | 0                  | 0                  | 0                  | 0        | 0      | 0           | 0          |
| G. Poluzzi     | 38       | -9      | 2           | 0          | 1            | -1           | 0            | 0            | 1                    | 0                    | 0                    | 0                    | 2                  | -4                 | 0                  | 0                  | 42       | -14    | 2           | 0          |
| M. Rover       | 36       | 7       | 3           | 0          | 1            | 0            | 0            | 0            | 5                    | 0                    | 1                    | 0                    | 2                  | 0                  | 0                  | 0                  | 44       | 7      | 4           | 0          |
| J. Sade        | 0        | 0       | 0           | 0          | 0            | 0            | 0            | 0            | 0                    | 0                    | 0                    | 0                    | 0                  | 0                  | 0                  | 0                  | 0        | 0      | 0           | 0          |
| F. Tait        | 34       | 2       | 8           | 0          | 1            | 0            | 1            | 0            | 3                    | 1                    | 0                    | 0                    | 0                  | 0                  | 0                  | 0                  | 38       | 3      | 9           | 0          |
| D. Theiner     | 0        | 0       | 0           | 0          | 0            | 0            | 0            | 0            | 0                    | 0                    | 0                    | 0                    | 0                  | 0                  | 0                  | 0                  | 0        | 0      | 0           | 0          |
| K. Vinetot     | 17       | 0       | 1           | 0          | 0            | 0            | 0            | 0            | 6                    | 1                    | 1                    | 0                    | 2                  | 0                  | 0                  | 0                  | 25       | 1      | 2           | 0          |
| D. Voltan      | 25       | 6       | 3           | 0          | 1            | 0            | 0            | 0            | 5                    | 1                    | 0                    | 0                    | 0                  | 0                  | 0                  | 0                  | 31       | 7      | 3           | 0          |
| F. Zandonatti  | 0        | 0       | 0           | 0          | 0            | 0            | 0            | 0            | 1                    | 0                    | 0                    | 0                    | 0                  | 0                  | 0                  | 0                  | 1        | 0      | 0           | 0          |
| G. Zaro        | 31       | 0       | 11          | 1          | 0            | 0            | 0            | 0            | 4                    | 0                    | 0                    | 0                    | 1                  | 0                  | 0                  | 0                  | 36       | 0      | 11          | 1          |

## Giovanili

### Organigramma
Area direttiva
- Responsabile: Alex Schraffl
- Responsabile attività di base: Dino Ciresa
- Responsabile scuola calcio: Daniel Ochner

Organigramma FCD Alto Adige
- Presidente: Reinhold Eisenstecken
- Vicepresidente: Franco Bozzetta
- Membri del consiglio direttivo: Hermann Larcher, Reinald Widmann, Manfred Tappeiner, Joachim Weissenbacher
- Revisori: Markus Kuntner, Johann Pichler, Hannes Pircher
- Membri del collegio sindacale: Werner Gamper, Walter Baumgartner, Thomas Rottensteiner

Staff tecnico comune
- Allenatore portieri Primavera 3 e Under-17 C: Reinhold Harrasser
- Allenatore portieri Under-16 C, Under-15 C e Under-14: Salvatore Misiano
- Allenatore portieri Esordienti e Pulcini FCD Alto Adige: Massimo Schipilliti

Staff tecnico Primavera 3
- Allenatore: Zoran Ljubisic
- Viceallenatore: Andrea Furlato
- Preparatore atletico: Nazareno Petrichiutto
- Team manager: Stefano Rizzioli

Staff tecnico Under-17 C
- Allenatore: Mohamed Hilmi
- Viceallenatore: Adriano Mazzoni
- Preparatore atletico: Alessandro Berlanda
- Team manager: Mario Angelino

Staff tecnico Under-16 C
- Allenatore: Giampaolo Morabito
- Viceallenatore: Claudio Silvia
- Preparatore atletico: Giovanni Iannelli
- Team manager: Alfred Bahaj, Davide Danieli

Staff tecnico Under-15 C
- Allenatore: Fabio Napoletani
- Viceallenatore: Michele Mondini

Staff tecnico Under-14 rosso
- Allenatore: Marco Marzari
- Viceallenatore: Paolo Poffo
- Accompagnatore: Paolo Toccoli

Staff tecnico Under-14 bianco
- Allenatore: Massimo Malcangio
- Viceallenatore: Rocco Catapane

Staff tecnico Esordienti FCD Alto Adige
- Allenatore: Selami Tonuzi
- Viceallenatore: Stefano Marta

Staff tecnico Esordienti Junior FCD Alto Adige
- Allenatore: Simone Baldessari
- Viceallenatore: Alex Gallmetzer

Staff tecnico Pulcini FCD Alto Adige
- Allenatore: Luca Sabatucci
- Viceallenatore: Marenglen Gjoka

Staff tecnico Under-9 FCD Alto Adige
- Allenatore: Rudy Berardo
- Viceallenatore: Stefano Rossi

### Piazzamenti
- Primavera 3: 6º nel girone A
- Under-17 C: 1° nel gruppo B, ammessi ai play-off
- Under-16 C: nel gruppo B, ammessi ai play-off
- Under-15 C: nel gruppo B
- Under-14 rosso: nel gruppo A lombardo
- Under-14 bianco: nel gruppo unico veneto
- Under-13 rosso: nel gruppo A veneto
- Under-13 bianco: nel gruppo B veneto
- Esordienti FCD Alto Adige: nel campionato provinciale esordienti misti
- Esordienti Junior FCD Alto Adige: nel campionato provinciale altoatesino esordienti junior
- Under-9 FCD Alto Adige: nel campionato provinciale altoatesino under-9 del VSS